# Озеро Ташкентского аквапарка
Аквапа́рк, ранее о́зеро в па́рке Побе́ды, озеро «Победа» (узб. «Ғалаба» кўли) — искусственное озеро в Юнусабадском районе города Ташкента. Питается водами канала Бозсу.

## Географическое описание
Озеро Ташкентского аквапарка расположено в Юнусабадском районе Ташкента, с левой стороны улицы Амира Темура (к западу), у станции метро «Бадамзар». Озеро питается водами канала Бозсу, к которому примыкает на севере. Оно имеет удлинённую форму, проходя в направлении с северо-востока на юго-запад. В северной части озера Ташкентского аквапарка расположен остров, соединённый с берегом мостами.

## История
Водоём в Ташкентском аквапарке принято именовать озером, однако он имеет искусственное происхождение. Строительство лесопарка с озером было начато в 1947 (по другим данным — в 1946) году на пустыре близ отхода от Бозсу древнего арыка Чаули. На базе Чаули был прорыт водоём вытянутой формы, его берега озеленены древесными насаждениями. Парк-озеро получил название в честь победы СССР в Великой Отечественной войне.

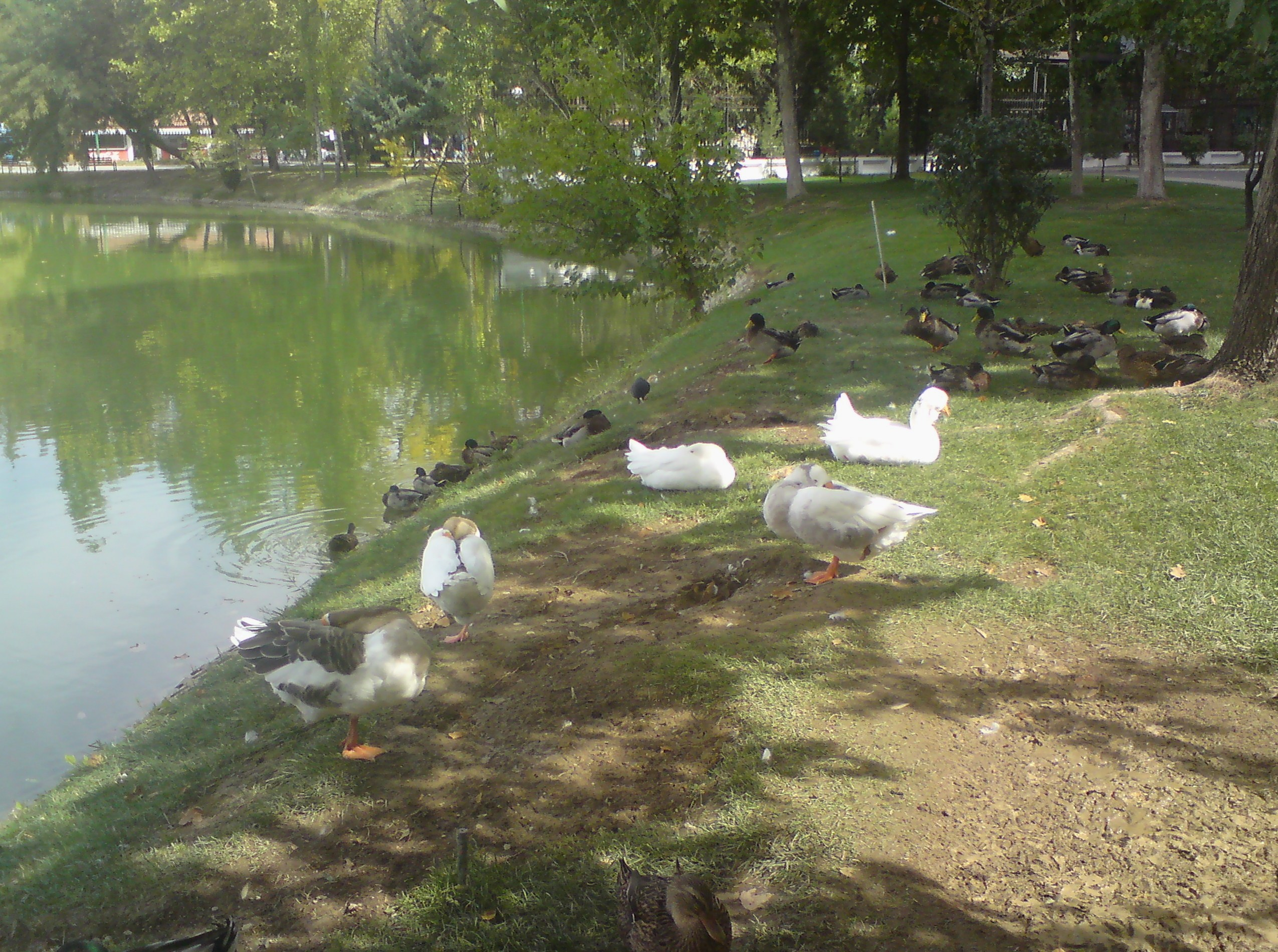
Доступный для свободного посещения южный берег озера Ташкентского аквапарка. Кряквы и гуси

В советские годы на озере Победы функционировала зона отдыха с лодочной станцией и хорошо оборудованным пляжем. Пляжи пользовались популярностью у молодых людей. До 1980 года на данной территории располагался Парк культуры и отдыха «Победа», затем его земли были переданы ВДНХ Узбекской ССР в качестве парковой зоны.

## Современное состояние
В настоящее время парк, являвшийся единственным в Юнусабадском районе, ликвидирован. Озеро частично располагается на территории Ташкентского аквапарка, а на его левобережье создан Японский сад. Посещение обоих объектов платно. Не огорожен забором только участок берега, противоположный от Аквапарка.
На озере обитают дикие утки.